# Erica paucifolia
Erica paucifolia är en ljungväxtart. Erica paucifolia ingår i släktet klockljungssläktet, och familjen ljungväxter.

## Underarter
Arten delas in i följande underarter:
- E. p. ciliata
- E. p. paucifolia
- E. p. squarrosa